# ヘルシンキ・タリントンネル
ヘルシンキ・タリントンネル（エストニア語: Tallinna ja Helsingi vaheline tunnel、芬: Helsinki–Tallinna-rautatietunneli）は、エストニアの首都タリンとフィンランドの首都ヘルシンキの間で計画されている海底トンネルである。タリンとヘルシンキは直線距離で約80kmの距離がある。そのうち横断するフィンランド湾は最も狭い所で約50kmであり、海底部の総距離では青函トンネルおよび英仏海峡トンネルよりも長くなる。
建設費は約90億～130億ユーロと試算されている。内訳はトンネル掘削に約30億ユーロ、インフラ及び安全設備に約20億～30億ユーロ、車両および備品に10億ユーロ以上、リスク管理および不測の事態への備えに約10億～30億ユーロと見積もられている。